# كلارنس كاميرون وايت
كلارنس كاميرون وايت (بالإنجليزية: Clarence Cameron White)‏ هو موزع وملحن أمريكي، ولد في 10 أغسطس 1880 في كلاركسفيل في الولايات المتحدة، وتوفي في 30 يونيو 1960 في نيويورك في الولايات المتحدة.

## وصلات خارجية
- كلارنس كاميرون وايت على موقع ميوزك برينز (الإنجليزية)
- كلارنس كاميرون وايت على موقع أول ميوزيك (الإنجليزية)
- كلارنس كاميرون وايت على موقع ديسكوغز (الإنجليزية)